# Morris Albert
Morris Albert (nacido como Maurício Alberto Kaisermann (São Paulo; 7 de septiembre de 1951), es un cantautor brasileño de ascendencia austríaca, famoso por su canción hit de 1975, "Feelings". Actualmente vive en Italia con su familia.

## Biografía
Aibert había nacido en una familia inmingrante austríaca. Morris Albert comenzó su carrera cantando y tocando la guitarra en diversas bandas. En 1973, en una época en la que muchos artistas brasileños utilizaban nombres al estilo anglosajón intentando destacar en el mercado de Estados Unidos, tuvo éxito con su primer sencillo Feel the Sunshine. Grabó su álbum debut en 1974 bajo el título de Feelings, con lo cual llegó al número uno en su país y permaneció en las listas por medio año. El sencillo Feelings fue un éxito en el ritmo de rock suave y le dio un maravilloso hit con lo que fue conocido a nivel mundial. La balada llegó al Top Ten en las listas estadounidenses de Billboard en el verano de 1975: vendió más de un millón de copias y fue premiada con un Disco de Oro certificado por la RIAA en noviembre de 1975.
"Feelings" también fue grabada e interpretada por varios artistas, como Fausto Papetti, Paloma San Basilio, Ella Fitzgerald, Nina Simone, Frank Sinatra, José José, Los Bukis, Sarah Vaughan, The Offspring, Johnny Mathis, Orietta Berti y Pedro Cortés DJ.
En 1978 en los Estados Unidos, grabó otro hit, She's My Girl, entre otras de sus composiciones. 

### Controversia y demanda por Feelings
"Feelings" está basada en una melodía compuesta por el compositor francés Louis Gasté. Inicialmente Morris Albert reclamó la melodía como suya, pero más tarde fue demandado exitosamente por Gasté por robo de propiedad intelectual en 1988.

## Discografía

### Sencillos
- "Feelings" (1975) - U.S. #6; U.S. Adult Contemporary #2; UK #4, South Africa #5[2]
- "Sweet Loving Man" (1976) - U.S. #93[3][4]
- Mujer (¿?)

### Álbumes
- Feelings (1975) - U.S. #37
- Morris Albert (1976) - U.S. #135[4]